# Elecciones al Consejo General de Arán de 2011
El Pleno del Consejo General de Arán está formado por 13 consejeros generales, que eligen al Síndico de Arán; en la anterior legislatura, este cargo fue ocupado por Francés Boya Alòs, de UA-PSC.

## Candidatos
A continuación se enumeran los candidatos a la presidencia del Consejo General de Arán, según los resultados obtenidos:
- Unitat d'Aran-Progrés Municipal-Partit dels Socialistes de Catalunya (UA-PM-PSC): Francés Boya
- Convergència Democràtica Aranesa (CDA): Carlos Barrera
- Partit Renovador Arties-Garòs (PRAG): José Antonio Bruna[3]

## Resultados
| Partido   | Votos | %      | Consejeros generales | +/-         |
| --------- | ----- | ------ | -------------------- | ----------- |
| CDA       | 2.212 | 46,32% | 7                    | 1           |
| UA-PM-PSC | 1.965 | 41,11% | 5                    | 1           |
| PP        | 308   | 6,45%  | 0                    | Sin cambios |
| PRAG      | 129   | 2,70%  | 1                    | Sin cambios |

## Resultados por circunscripciones

### Arties e Garòs
| Tersón                                | Censo | Partido | Votos | %      | Consejeros Generales | +/-         |
| ------------------------------------- | --- | ------- | ----- | ------ | -------------------- | ----------- |
| Arties e Garòs 2 Consejeros Generales | - Censo: 488 - Votantes: 378 (77,46%) - Abstención: 110 (22,54%) - Nulos: 22 (5,82%) - Válidos: 356 - Blancos: 12 (3,17%) - A candidaturas: 344 (91,01%) | CDA     | 215   | 60,39% | 1                    | Sin cambios |
| Arties e Garòs 2 Consejeros Generales | - Censo: 488 - Votantes: 378 (77,46%) - Abstención: 110 (22,54%) - Nulos: 22 (5,82%) - Válidos: 356 - Blancos: 12 (3,17%) - A candidaturas: 344 (91,01%) | PRAG    | 129   | 36,24% | 1                    | Sin cambios |

### Castièro
| Tersón                          | Censo | Partido   | Votos | %      | Consejeros Generales | +/-         |
| ------------------------------- | --- | --------- | ----- | ------ | -------------------- | ----------- |
| Castièro 4 Consejeros Generales | - Censo: 2.933 - Votantes: 1.987 (67,75%) - Abstención: 946 (32,25%) - Nulos: 52 (2,62%) - Válidos: 1.935 - Blancos: 72 (3,62%) - A candidaturas: 1.863 (93,76%) | CDA       | 866   | 44,75% | 2                    | Sin cambios |
| Castièro 4 Consejeros Generales | - Censo: 2.933 - Votantes: 1.987 (67,75%) - Abstención: 946 (32,25%) - Nulos: 52 (2,62%) - Válidos: 1.935 - Blancos: 72 (3,62%) - A candidaturas: 1.863 (93,76%) | UA-PM-PSC | 806   | 41,65% | 2                    | Sin cambios |
| Castièro 4 Consejeros Generales | - Censo: 2.933 - Votantes: 1.987 (67,75%) - Abstención: 946 (32,25%) - Nulos: 52 (2,62%) - Válidos: 1.935 - Blancos: 72 (3,62%) - A candidaturas: 1.863 (93,76%) | PP        | 191   | 9,87%  | 0                    | Sin cambios |

### Irissa
| Tersón                     | Censo | Partido   | Votos | %      | Consejeros Generales | +/-           |
| -------------------------- | --- | --------- | ----- | ------ | -------------------- | ------------- |
| Irissa 1 Consejero General | - Censo: 398 - Votantes: 317 (79,65%) - Abstención: 81 (20,35%) - Nulos: 6 (1,89%) - Válidos: 311 - Blancos: 6 (1,89%) - A candidaturas: 305 (936,21%) | CDA       | 177   | 56,91% | 1                    | Sin cambios   |
| Irissa 1 Consejero General | - Censo: 398 - Votantes: 317 (79,65%) - Abstención: 81 (20,35%) - Nulos: 6 (1,89%) - Válidos: 311 - Blancos: 6 (1,89%) - A candidaturas: 305 (936,21%) | UA-PM-PSC | 114   | 36,66% | 0                    | Sin cambios   |
| Irissa 1 Consejero General | - Censo: 398 - Votantes: 317 (79,65%) - Abstención: 81 (20,35%) - Nulos: 6 (1,89%) - Válidos: 311 - Blancos: 6 (1,89%) - A candidaturas: 305 (936,21%) | PP        | 14    | 4,50%  | 0                    | Nuevo partido |

### Marcatosa
| Tersón                        | Censo | Partido   | Votos | %      | Consejeros Generales | +/- |
| ----------------------------- | --- | --------- | ----- | ------ | -------------------- | --- |
| Marcatosa 1 Consejero General | - Censo: 491 - Votantes: 365 (74,34%) - Abstención: 126 (25,66%) - Nulos: 6 (1,64%) - Válidos: 359 - Blancos: 17 (4,66%) - A candidaturas: 344 (93,70%) | CDA       | 189   | 52,65% | 1                    | 1   |
| Marcatosa 1 Consejero General | - Censo: 491 - Votantes: 365 (74,34%) - Abstención: 126 (25,66%) - Nulos: 6 (1,64%) - Válidos: 359 - Blancos: 17 (4,66%) - A candidaturas: 344 (93,70%) | UA-PM-PSC | 153   | 42,62% | 0                    | 1   |

### Pujòlo
| Tersón                        | Censo | Partido   | Votos | %      | Consejeros Generales | +/-           |
| ----------------------------- | --- | --------- | ----- | ------ | -------------------- | ------------- |
| Pujòlo 2 Consejeros Generales | - Censo: 822 - Votantes: 604 (73,48%) - Abstención: 218 (26,52%) - Nulos: 5 (0,83%) - Válidos: 599 - Blancos: 23 (3,81%) - A candidaturas: 576 (95,36%) | CDA       | 285   | 47,58% | 1                    | Sin cambios   |
| Pujòlo 2 Consejeros Generales | - Censo: 822 - Votantes: 604 (73,48%) - Abstención: 218 (26,52%) - Nulos: 5 (0,83%) - Válidos: 599 - Blancos: 23 (3,81%) - A candidaturas: 576 (95,36%) | UA-PM-PSC | 253   | 42,24% | 1                    | Sin cambios   |
| Pujòlo 2 Consejeros Generales | - Censo: 822 - Votantes: 604 (73,48%) - Abstención: 218 (26,52%) - Nulos: 5 (0,83%) - Válidos: 599 - Blancos: 23 (3,81%) - A candidaturas: 576 (95,36%) | PP        | 38    | 6,34%  | 0                    | Nuevo partido |

### Quate Lòcs
| Tersón                            | Censo | Partido   | Votos | %      | Consejeros Generales | +/-         |
| --------------------------------- | --- | --------- | ----- | ------ | -------------------- | ----------- |
| Quate Lòcs 3 Consejeros Generales | - Censo: 1.544 - Votantes: 1.237 (80,12%) - Abstención: 307 (19,88%) - Nulos: 19 (1,54%) - Válidos: 1.218 - Blancos: 30 (2,43%) - A candidaturas: 1.188 (96,04%) | UA-PM-PSC | 639   | 52,46% | 2                    | Sin cambios |
| Quate Lòcs 3 Consejeros Generales | - Censo: 1.544 - Votantes: 1.237 (80,12%) - Abstención: 307 (19,88%) - Nulos: 19 (1,54%) - Válidos: 1.218 - Blancos: 30 (2,43%) - A candidaturas: 1.188 (96,04%) | CDA       | 484   | 39,74% | 1                    | Sin cambios |
| Quate Lòcs 3 Consejeros Generales | - Censo: 1.544 - Votantes: 1.237 (80,12%) - Abstención: 307 (19,88%) - Nulos: 19 (1,54%) - Válidos: 1.218 - Blancos: 30 (2,43%) - A candidaturas: 1.188 (96,04%) | PP        | 65    | 5,34%  | 0                    | Sin cambios |